# Banda musicale dell'Arma dei Carabinieri
La Banda musicale dell'Arma dei Carabinieri è il corpo bandistico militare ufficiale dell'Arma dei Carabinieri italiani. È conosciuta a livello nazionale e internazionale per l’elevato livello artistico delle sue esecuzioni pubbliche, sia in occasione di cerimonie ufficiali che in ambito concertistico; essa dipende gerarchicamente dalla Legione Allievi Carabinieri.
La Banda interviene regolarmente durante le principali celebrazioni ufficiali dell’Arma, tra cui la commemorazione della Virgo Fidelis (21 novembre), la santa patrona, e la Giornata Nazionale dell’Arma (5 giugno). Partecipa inoltre a numerose altre manifestazioni pubbliche, religiose, militari e civili, eseguendo un repertorio ampio che comprende musiche di genere vario, dalla marcia militare alla musica sinfonica e operistica. L’organico, numeroso e qualificato, è in grado di affrontare partiture di notevole complessità e varietà stilistica. Tra gli strumenti impiegati vi è anche il clarinetto piccolo in la{\displaystyle \flat }, uno strumento raro che contribuisce a caratterizzare il timbro distintivo della formazione.
L’accesso alla Banda avviene tramite concorso pubblico, riservato a musicisti diplomati nei conservatori statali. Per i candidati già in servizio nell’Arma, la preparazione al concorso è affidata a un apposito Centro di Addestramento Musicale, istituito nel 1965, con sede presso la struttura della Banda. Il centro fornisce formazione specialistica e supporto didattico finalizzato all’inserimento nel complesso musicale.

## Storia
La nascita del primo nucleo della Banda dell’Arma dei Carabinieri risale al 1º ottobre 1820, quando tramite un ordine del giorno, il colonnello Comandante del Corpo del tempo, Alessandro Saluzzo di Monesiglio, istituì un gruppo di otto trombetti all’interno del Corpo dei Carabinieri Reali. Negli anni successivi furono costituite fanfare presso la XIV Legione (Scuola Allievi di Torino) e la VII Legione (Napoli). Nell’agosto 1862 la Fanfara della XIV Legione fu affidata alla direzione del brigadiere trombettista Francesco Cabella.
Nel 1885 la Fanfara fu trasferita da Torino a Roma e risultava composta da 29 elementi. Il 5 febbraio 1887, il maestro Luigi Cajoli, autore della prima Marcia d’Ordinanza del Corpo, fu nominato Capo Fanfara della Legione Allievi Carabinieri. Sotto la sua direzione, la Fanfara fu ulteriormente potenziata e il 29 dicembre 1894 assunse il nome di Musica. Cajoli condusse la banda nella sua prima tournée estera nel 1916 a Parigi. Il 17 luglio 1910, la Musica divenne la Banda della Legione Allievi Carabinieri e infine Banda Musicale dell’Arma dei Carabinieri, il 15 marzo 1920.
Il 17 dicembre 1925 la Banda, ormai composta da 70 elementi, fu affidata al maestro Luigi Cirenei, già allievo di Pietro Mascagni. Cirenei ampliò l’organico, portandolo agli attuali 102 elementi previsti dalla Grande Banda vesselliana, e nel 1929 compose La Fedelissima, attuale marcia d’ordinanza dell'Arma dal 26 luglio dello stesso anno. Durante il secondo conflitto mondiale, 42 carabinieri musicanti furono deportati e l’archivio fu devastato dalle truppe tedesche; Cirenei profuse tutto il suo impegno nella ricostruzione della Banda Musicale.
A Cirenei succedette, nel 1947, il maestro Domenico Fantini, che proseguì l’opera di ricostruzione, arricchendo notevolmente il repertorio della Banda. Sotto la sua direzione, la Banda fu condotta in 25 tournée europee, una in Giappone, una in Brasile e si esibì in 42 concerti negli Stati Uniti.
Il 20 marzo 1972 il maestro Vincenzo Borgia, già maestro della Banda dell’Aeronautica Militare dal 1968, assunse la direzione della Banda. Borgia condusse la Banda in numerose tournée in tutto il mondo, tra cui concerti in Canada nel 1972 e nel 1974, la partecipazione al Military Tattoo di Edimburgo del 1976, la tournée in Israele e la partecipazione al Columbus Day di New York nel 2000. 
Dal 1º luglio 2000, la Banda è diretta dal maestro Massimo Martinelli, già archivista nella Banda musicale della Guardia di Finanza, vice maestro e quindi maestro della Banda Centrale della Marina Militare. Sotto la sua direzione, la Banda ha continuato a esibirsi in importanti eventi nazionali e internazionali, mantenendo alto il prestigio dell’Arma dei Carabinieri.

## Discografia
La discografia della Banda è molto ampia e diversificata, frutto di collaborazioni con case discografiche, enti pubblici e soggetti privati. L’Arma non ha mai stipulato un contratto di esclusiva con un singolo editore, al fine di favorire la diffusione culturale e la divulgazione senza fini di lucro delle esecuzioni musicali del proprio complesso bandistico.
Questa scelta ha permesso la realizzazione di numerosi progetti discografici, anche in collaborazione con soggetti esterni all’Arma, e ha favorito una larga distribuzione delle incisioni. A testimonianza dell’intento divulgativo, diversi CD sono oggi scaricabili gratuitamente dal sito ufficiale dell’Arma dei Carabinieri, in formato digitale, benché ormai fuori commercio.
Il repertorio inciso comprende un ampio ventaglio di generi musicali: dalle tradizionali marce militari alle trascrizioni di opere liriche, fino alla musica leggera e ai brani della musica napoletana classica.

## Fanfare
L’Arma ha istituito la propria prima fanfara il 18 giugno 1862, con l’intento di accompagnare le cerimonie ufficiali e rafforzare l’identità musicale del Corpo. Oggi, sei reparti dispongono di una fanfara, ciascuna composta da 32 musicisti:
- Scuola Marescialli e Brigadieri dei Carabinieri di Firenze;
- Scuole Allievi Carabinieri di Roma;
- 4º Reggimento Carabinieri a Cavallo (l'unica fanfara montata);
- Battaglione Mobile Carabinieri di Milano;
- Battaglione Mobile Carabinieri di Napoli;
- Battaglione Mobile Carabinieri di Palermo.

## Organico
La Banda musicale è composta da:
- un maestro direttore;
- un maestro vicedirettore;
- 102 orchestrali;
- un archivista.

Tutti i membri sono militari in servizio permanente effettivo, arruolati tramite concorsi pubblici per titoli ed esami, e provenienti dai Conservatori e Istituti superiori di studi musicali italiani. 

### Direttori
| Incarico                                       | Nome del direttore | Periodo                           | Note |
| ---------------------------------------------- | ------------------ | --------------------------------- | --- |
| Capo Fanfara                                   | Francesco Cabella  | agosto 1862 – dicembre 1886       | Direttore della Fanfara della XIV Legione di Torino. |
| Capo Fanfara (1887–1910) Direttore (1910–1925) | Luigi Cajoli       | 5 febbraio 1887 – 1º aprile 1925  | Autore della prima Marcia d’Ordinanza; guidò la Banda nella tournée di Parigi del 1916; sotto la sua direzione la Fanfara divenne Musica (1894) e poi Banda (1920). |
| Direttore                                      | Luigi Cirenei      | 17 dicembre 1925 – 13 maggio 1947 | Allievo di Pietro Mascagni; compose La Fedelissima, attuale Marcia d'Ordinanza, nel 1929; ricostruì la Banda e gli Archivi dopo la Seconda Guerra Mondiale.         |
| Direttore                                      | Domenico Fantini   | 1947 – 20 marzo 1972              | Amplia il repertorio e dirige 25 tournée europee, una in Giappone, una in Brasile e 42 concerti negli Stati Uniti.                                                  |
| Direttore                                      | Vincenzo Borgia    | 20 marzo 1972 – 1º luglio 2000    | Proveniente dalla Banda dell’Aeronautica Militare, diresse tournée in Canada, Israele, Scozia e USA.                                                                |
| Direttore                                      | Massimo Martinelli | dal 1º luglio 2000                | Già direttore della Banda della Marina Militare; mantiene prestigio e attività internazionale della Banda.                                                          |

### Organigramma
| MAESTRO DIRETTORE      | MAESTRO DIRETTORE | Col. Massimo MARTINELLI    | Col. Massimo MARTINELLI            |
| MAESTRO VICE DIRETTORE | MAESTRO VICE DIRETTORE                                                                                                  | Magg. Massimiliano CIAFREI | Magg. Massimiliano CIAFREI         |
| ORCHESTRALI            | ORCHESTRALI | ORCHESTRALI                | ORCHESTRALI                        |
| ---------------------- | --- | -------------------------- | ---------------------------------- |
| 1                      | 1° Flauto (con l’obbligo dell’Ottavino)                                                                                 | 1^ A                       | Lgt. c.s. Marco LOPPI              |
| 2                      | 1° Oboe | 1^ A                       | Lgt. c.s. Francesco LOPPI          |
| 3                      | 1° Clarinetto Piccolo in La{\displaystyle \flat } (obbl. Mi{\displaystyle \flat })                                      | 1^ A                       | VACANTE                            |
| 4                      | 1° Clarinetto Soprano in Si{\displaystyle \flat } N°1 (principale)                                                      | 1^ A                       | Lgt. c.s. Gennarino AMATO          |
| 5                      | 1° Clarinetto Basso in Si{\displaystyle \flat }                                                                         | 1^ A                       | VACANTE                            |
| 6                      | 1° Saxofono Soprano in Si{\displaystyle \flat }                                                                         | 1^ A                       | Lgt. c.s. Vincenzo DAIDONE         |
| 7                      | 1° Corno in Fa-Si{\displaystyle \flat }                                                                                 | 1^ A                       | Lgt. c.s. Daniele IACOMINI         |
| 8                      | 1^ Tromba in Si{\displaystyle \flat }                                                                                   | 1^ A                       | VACANTE                            |
| 9                      | 1° Flicorno Sopranino in Mi{\displaystyle \flat }                                                                       | 1^ A                       | Lgt. c.s. Santino TORRE            |
| 10                     | 1° Flicorno Soprano in Si{\displaystyle \flat }                                                                         | 1^ A                       | Lgt. c.s. Corrado TROIANI          |
| 11                     | 1° Flicorno Tenore in Si{\displaystyle \flat }                                                                          | 1^ A                       | Lgt. c.s. Matteo COLTELLACCI       |
| 12                     | 1° Flicorno Basso in Si{\displaystyle \flat }                                                                           | 1^ A                       | Lgt. c.s. Alessandro CICCHIRILLO   |
| 13                     | 1° Clarinetto Piccolo in Mi{\displaystyle \flat } (obbl. La{\displaystyle \flat })                                      | 1^ B                       | VACANTE                            |
| 14                     | 1° Clarinetto Soprano in Si{\displaystyle \flat } N°2                                                                   | 1^ B                       | Lgt. c.s. Annamaria BARBARIA       |
| 15                     | 2° Clarinetto Soprano in Si{\displaystyle \flat } N°1                                                                   | 1^ B                       | Lgt. c.s. Marcello DONATI          |
| 16                     | 1° Clarinetto Contralto in Mi{\displaystyle \flat }                                                                     | 1^ B                       | VACANTE                            |
| 17                     | 1° Saxofono Contralto in Mi{\displaystyle \flat }                                                                       | 1^ B                       | M.C. Riccardo IANNILLI             |
| 18                     | 1° Saxofono Tenore in Si{\displaystyle \flat }                                                                          | 1^ B                       | Lgt. c.s. Roberto CASTAGNINI       |
| 19                     | 1^ Tromba in Fa | 1^ B                       | M.C. Danilo MAGNI                  |
| 20                     | 1^ Tromba in Si{\displaystyle \flat }/Basso (obbl. Trbn e Fl.T.)                                                        | 1^ B                       | M.C. Antonio SABETTA               |
| 21                     | 1° Trombone Tenore | 1^ B                       | Lgt. c.s. Giancarlo CESARONI       |
| 22                     | 2° Flicorno Sopranino in Mi{\displaystyle \flat }                                                                       | 1^ B                       | Lgt. c.s. Marcello CICCONE         |
| 23                     | 1° Flicorno Contralto in Mi{\displaystyle \flat }                                                                       | 1^ B                       | Lgt. c.s. Enrico SANTINI           |
| 24                     | 1° Flicorno Contrabbasso in Si{\displaystyle \flat }                                                                    | 1^ B                       | M.C. Valerio DEL BIANCO            |
| 25                     | Timpani (obbl. altri strumenti a percussione)                                                                           | 1^ B                       | VACANTE                            |
| 26                     | Ottavino (obbl. Flauto)                                                                                                 | 2^ A                       | Mar. Magg. Paolo LUCINI            |
| 27                     | 2° Oboe | 2^ A                       | VACANTE                            |
| 28                     | 2° Clarinetto Piccolo in Mi{\displaystyle \flat }                                                                       | 2^ A                       | M.C. Antonio AMATO                 |
| 29                     | 1° Clarinetto Soprano in Si{\displaystyle \flat } N°3                                                                   | 2^ A                       | Lgt. c.s. Pasquale VENE            |
| 31                     | 1° Clarinetto Soprano in Si{\displaystyle \flat }. N.5                                                                  | 2^ A                       | VACANTE                            |
| 32                     | 1° Clarinetto Soprano in Si{\displaystyle \flat } N°6                                                                   | 2^ A                       | Lgt. c.s. Angelo D’AURIA           |
| 33                     | 2° Saxofono Contralto in Mi{\displaystyle \flat }                                                                       | 2^ A                       | Mar. Magg. Matteo VILLA            |
| 34                     | 1° Saxofono Baritono in Mi{\displaystyle \flat }                                                                        | 2^ A                       | M.C. Alessio PORCELLO              |
| 35                     | 3° Corno in Fa-Si{\displaystyle \flat }                                                                                 | 2^ A                       | VACANTE                            |
| 36                     | 2^ Tromba in Si{\displaystyle \flat }                                                                                   | 2^ A                       | Lgt. c.s. Antonio TILLI            |
| 37                     | Trombone Basso in Fa | 2^ A                       | Lgt. c.s. Lucio FARINA             |
| 38                     | 1° Flicorno Soprano in Si{\displaystyle \flat } (raddoppio)                                                             | 2^ A                       | Lgt. c.s. Antonio SCUDERI          |
| 39                     | 2° Flicorno Soprano in Si{\displaystyle \flat }                                                                         | 2^ A                       | Lgt. c.s. Filippo CAMILLI          |
| 40                     | 2° Flicorno Tenore in Si{\displaystyle \flat }                                                                          | 2^ A                       | VACANTE                            |
| 41                     | Flicorno Basso Grave in Fa                                                                                              | 2^ A                       | Mar. Ca. Claudio DI CENSO          |
| 42                     | 1° Tamburo (obbl. dei timpani e altri strumenti a percussione)                                                          | 2^ A                       | Lgt. c.s. Flavio DI GIACOMO        |
| 43                     | Gran Cassa (obbl. altri strumenti a percussione)                                                                        | 2^ A                       | M.C. Francesco RUGGIERI            |
| 44                     | 2° Flauto (obbl. Ottavino)                                                                                              | 2^ B                       | Mar. Ca. Giuseppe SPADARO          |
| 45                     | Corno Inglese (obbl. Oboe)                                                                                              | 2^ B                       | Mar. Ca. Emanuela SIGNORATO        |
| 46                     | 2° Clarinetto Piccolo in La{\displaystyle \flat } (obbl. Mi{\displaystyle \flat })                                      | 2^ B                       | Mar. Ca. Maurizio TREQUATTRINI     |
| 47                     | 1° Clarinetto Soprano in Si{\displaystyle \flat } N°7                                                                   | 2^ B                       | Mar. Ca. Gabriele COGGI            |
| 48                     | 1° Clarinetto Soprano in Si{\displaystyle \flat } N°8                                                                   | 2^ B                       | Mar. Ca. Stefano IANNILLI          |
| 49                     | 2° Clarinetto Soprano in Si{\displaystyle \flat } N°2                                                                   | 2^ B                       | M.C. Iolanda LUCCI                 |
| 50                     | 2° Clarinetto Soprano in Si{\displaystyle \flat } N°3                                                                   | 2^ B                       | Mar. Magg. Paolo TOMASELLO         |
| 51                     | 2° Clarinetto Soprano in Si{\displaystyle \flat } N°4                                                                   | 2^ B                       | M.C. Luca MIGNOGNI                 |
| 53                     | 2° Clarinetto Basso in Si{\displaystyle \flat }                                                                         | 2^ B                       | Mar. Ca. Arturo VIOLA              |
| 54                     | 1° Saxofono Basso in Si{\displaystyle \flat }                                                                           | 2^ B                       | Lgt. c.s. Francesco GHIRGA         |
| 55                     | 1° Contrabbasso ad Ancia                                                                                                | 2^ B                       | M.C. Leonardo LATONA               |
| 56                     | 2° Corno in Fa-Si{\displaystyle \flat }                                                                                 | 2^ B                       | M.C. Stefano FRACCHIA              |
| 57                     | 4° Corno in Fa-Si{\displaystyle \flat }                                                                                 | 2^ B                       | M.C. Alessandro GIORGINI           |
| 58                     | 2^ Tromba in Fa | 2^ B                       | VACANTE                            |
| 59                     | 2° Trombone Tenore | 2^ B                       | Mar. Ca. Stefano CENTINI           |
| 60                     | 2° Flicorno Contralto in Mi{\displaystyle \flat }                                                                       | 2^ B                       | Lgt. c.s. Athos BATTISTI           |
| 61                     | 2° Flicorno Basso in Si{\displaystyle \flat }                                                                           | 2^ B                       | M.C. Enrico ZAPPINI                |
| 62                     | 2° Flicorno Contrabbasso in Si{\displaystyle \flat }                                                                    | 2^ B                       | Lgt. c.s. Raffaele IACONO          |
| 63                     | 1° Piatti (obbl. altri strumenti a percussione)                                                                         | 2^ B                       | Mar. Magg. Raffaele BALZANO        |
| 65                     | 1° Clarinetto Soprano in Si{\displaystyle \flat } n. 10                                                                 | 2^ B                       | M.O. Emanuele CORSETTI             |
| 66                     | 2° Clarinetto Soprano in Si{\displaystyle \flat } n. 5                                                                  | 2^ B                       | Mar. Ord. Perla CORMANI            |
| 67                     | 2° Clarinetto Soprano in Si{\displaystyle \flat } N°6                                                                   | 2^ B                       | Lgt. c.s. Giuseppe LEFEMINE        |
| 68                     | 2° Clarinetto Soprano in Si{\displaystyle \flat } N°7                                                                   | 2^ B                       | M.O. Chiara GIAMPA'                |
| 70                     | 1° Clarinetto Contralto in Mi{\displaystyle \flat } (raddoppio)                                                         | 2^ B                       | M.O. Federico ALFONSI              |
| 71                     | Clarinetto Contrabbasso in Mi{\displaystyle \flat }                                                                     | 2^ B                       | VACANTE                            |
| 72                     | Clarinetto Contrabbasso in Si{\displaystyle \flat }                                                                     | 2^ B                       | Lgt. c.s. Enzo SANTELLI            |
| 73                     | 2° Saxofono Soprano in Si{\displaystyle \flat }                                                                         | 2^ B                       | VACANTE                            |
| 74                     | 3° Saxofono Contralto in Mi{\displaystyle \flat }                                                                       | 2^ B                       | Mar. Ca. Milo VANNELLI             |
| 75                     | 2° Saxofono Tenore in Si{\displaystyle \flat }                                                                          | 2^ B                       | Mar. Ca. Valentino FUNARO          |
| 76                     | 2^ Tromba in Si{\displaystyle \flat }/Basso                                                                             | 2^ B                       | VACANTE                            |
| 78                     | Flicorno Basso Grave in Mi{\displaystyle \flat }                                                                        | 2^ B                       | Mar. Ord. Simone LANZI             |
| 79                     | 3° Flauto (obbl. Ottavino)                                                                                              | 3^ B                       | Mar. Ca. Salvatore TERRACCIANO     |
| 80                     | 3° Oboe (obbl. Corno Inglese)                                                                                           | 3^ B                       | VACANTE                            |
| 82                     | 1° Clarinetto Soprano in Si{\displaystyle \flat } N°12                                                                  | 3^ B                       | VACANTE                            |
| 84                     | 2° Clarinetto Soprano in Si{\displaystyle \flat } N°10                                                                  | 3^ B                       | Mar. Ca. Sergio DISPENSA           |
| 85                     | 2° Clarinetto Soprano in Si{\displaystyle \flat } N°11                                                                  | 3^ B                       | Mar. Ord. Diego CALANDRINI         |
| 87                     | 2° Clarinetto Contralto in Mi{\displaystyle \flat } (raddoppio)                                                         | 3^ B                       | Mar. Ca. Giada GUCCIONE            |
| 88                     | 3° Clarinetto Basso in Si{\displaystyle \flat }                                                                         | 3^ B                       | VACANTE                            |
| 89                     | 2° Saxofono Baritono in Mi{\displaystyle \flat }                                                                        | 3^ B                       | VACANTE                            |
| 90                     | 2° Saxofono Basso in Si{\displaystyle \flat } (obbl. Sax Contrabbasso)                                                  | 3^ B                       | VACANTE                            |
| 91                     | 2° Contrabbasso ad Ancia (o Clar. C/bs.)                                                                                | 3^ B                       | Mar. Ord. Andre D’APRANO           |
| 92                     | 5° Corno in Fa-Si{\displaystyle \flat }                                                                                 | 3^ B                       | Mar. Ord. Nicola SCARONGELLA       |
| 93                     | 3^ Tromba in Si{\displaystyle \flat }                                                                                   | 3^ B                       | Mar. Ca. Roberto CAMILLI           |
| 94                     | 3^ Tromba in Fa (obbl. Tromba in Si{\displaystyle \flat })                                                              | 3^ B                       | VACANTE                            |
| 95                     | 3° Trombone Tenore (obbl. Tromba in Si{\displaystyle \flat } Basso)                                                     | 3^ B                       | Lgt. c.s. Sabatino DI DONATANTONIO |
| 96                     | 2° Flicorno Soprano in Si{\displaystyle \flat } (raddoppio)                                                             | 3^ B                       | M.O. Alessandro ROCCISANO          |
| 97                     | 3° Flicorno Contralto in Mi{\displaystyle \flat }                                                                       | 3^ B                       | VACANTE                            |
| 98                     | 3° Flicorno Tenore in Si{\displaystyle \flat } (obbl. Trbn.Ten.)                                                        | 3^ B                       | Lgt. c.s. Giulio SCACCHI           |
| 99                     | 3° Flicorno Basso in Si{\displaystyle \flat } (obbl. del Trombone tenore e Flicorno Tenore in Si{\displaystyle \flat }) | 3^ B                       | VACANTE                            |
| 100                    | 3° Flicorno Contrabbasso in Si{\displaystyle \flat } (o Flic.Bs-Gr)                                                     | 3^ B                       | Mar. Ord. Luciano PORAZZINI        |
| 101                    | 2° Tamburo (obbl. timpani ed altri strumenti a percussione)                                                             | 3^ B                       | Mar. Ord. Francesco NATALONI       |
| 102                    | 2° Piatti (obbl. altri strumenti a percussione)                                                                         | 3^ B                       | Mar. Ca. Ferdinando VITELLI        |
| ARCHIVISTA             | |                            |                                    |
| 103                    | | 3^ B                       | Lgt. c.s. Paolo VIOLINI            |